# Samyang Optics

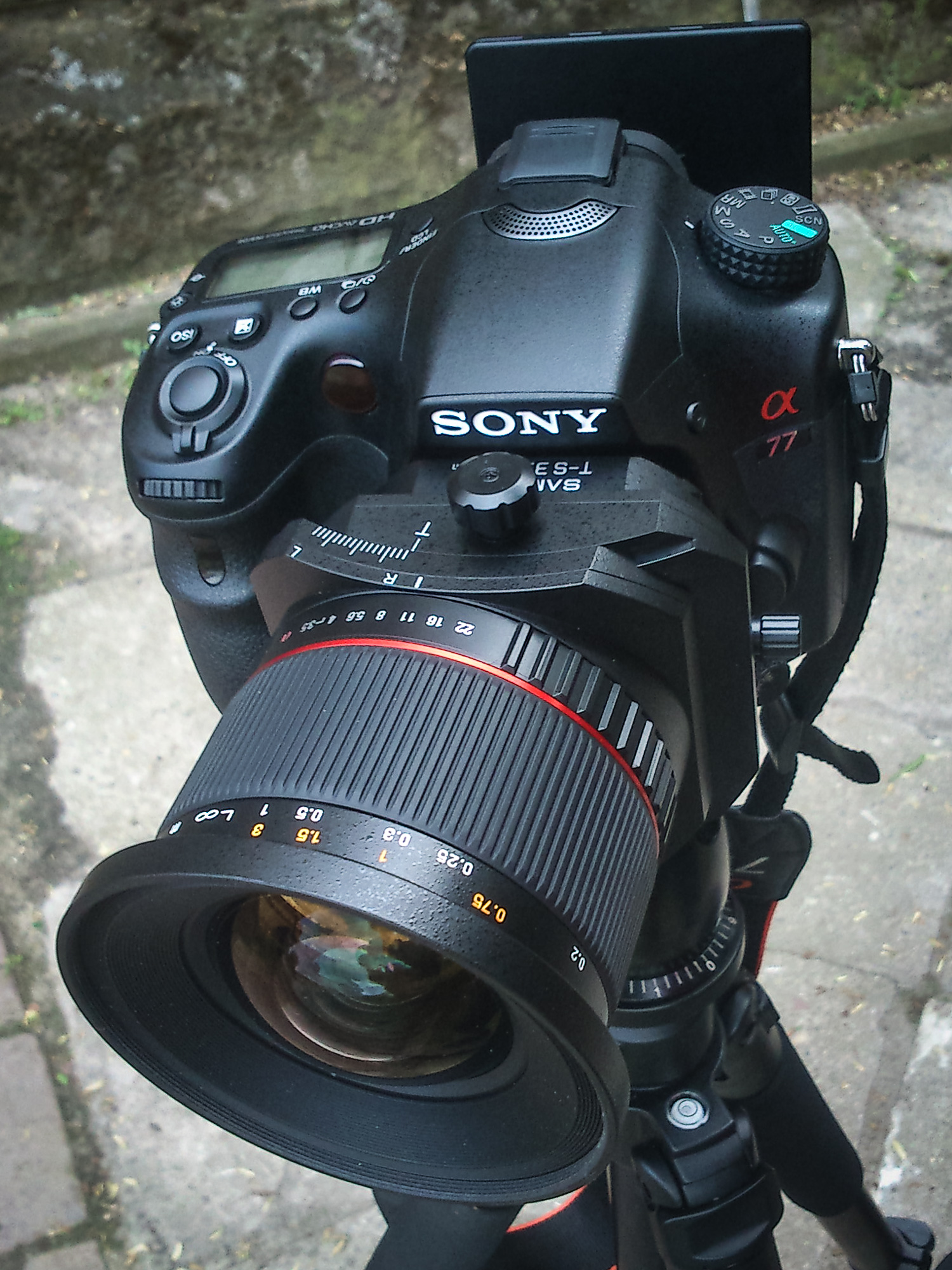
Samyang T-S 24mm f/3.5 su Sony Alpha 77

Samyang Optics Co., Ltd. è un produttore di ottiche ed accessori per fotografia, cinema e TV con sede a Masan (Corea del Sud), fondato nel 1972.  Nel 2004 si è fuso con la giapponese Seikou, produttrice di lenti per CCTV.
Le sue ottiche sono diffuse oltre che col marchio Samyang - made in Korea, anche sotto diversi brand commerciali di importatori o distributori (es. Vivitar, Polar, Bell & Howell, Opteka, Rokinon, Sears ecc.).
Samyang produce obiettivi con attacco Nikon, Canon, Sony-Minolta, Fujifilm, Pentax e micro 4/3 oltre ad un vasto assortimento con innesto T-Mount, da utilizzare con anelli adattatori.
Il catalogo offre una vasta gamma di focali, dai 7,5 ai 500 mm, spaziando dai fish eye ai grandangolari, ai medio tele, ai teleobiettivi sia a lenti che catadiottrici, per finire con un tele zoom (650 - 1300mm) e un 24mm decentrabile.
Con innesto Nikon F-Mount e Pentax K-mount produce obiettivi con chip e contatti elettronici, per utilizzare gli automatismi espositivi e per registrare i dati di scatto (diaframma, focale, etc) sui metadati EXIF dei file.
Le ottiche in catalogo sono principalmente con messa a fuoco manuale, sebbene negli ultimi anni stiano realizzando obiettivi con autofocus per mirrorless.